# 霍成忠
霍成忠（1922年1月5日—1984年11月28日），河北省磁县陶泉乡霍王庄人。中国人民解放军开国大校。曾任中国人民解放军第五十五军军长。广西壮族自治区革命委员会副主任。政协广东省第五届委员会常务委员。

## 生平
1938年5月参加八路军。1938年11月加入中国共产党。
1946年9月23日至25日冀热辽军区发动小城子战斗中身负重伤。
1955年9月被授予大校军衔，荣获三级独立自由勋章、二级解放勋章。